# Friedrich Wilhelm Schwechten
Friedrich Wilhelm Schwechten (* 2. Dezember 1796 in Berlin; † 28. April 1879 in Meißen) war ein deutscher Kupferstecher und Maler.

## Biografie
Friedrich Wilhelm Schwechten war der Sohn eines Kaufmanns. Ab Dezember 1813 studierte er an der Akademie in Berlin, diente während der Befreiungskriege als freiwilliger Jäger und nahm am Feldzug nach Frankreich teil. Ab 1817 setzte er sein Studium an der Berliner Akademie fort. Er arbeitete nach dem Studium als Architekturzeichner, Theatermaler, Kupferstecher und Glasmaler. Sein erstes größeres Werk war eine Publikation über den Dom zu Meißen, die 1823 bis 1826 erschien. Zwischen 1846 und 1854 stellte er mehrfach in der Berliner Akademie aus, überwiegend Glasgemälde mit religiösen Themen. Ab 1864 bis zu seinem Tod lebte er in Meißen.